# 陰道痙攣
陰道痙攣是一種病症，當中患者在陰道性交或把陰道跟其他東西接合時，會出現不隨意的肌肉痙攣，致使有關過程難以繼續進行。這種情況一般會使之在進行性行為時感到疼痛。患者大多是在第一次進行陰道性交時發病。
要正式診斷某人患上陰道痙攣，那麼有關情況就必需符合「影響陰道性交」和「當事人有進行性交的意慾」這兩個條件。不過陰道痙攣一詞有時會用在「陰道跟其他物件接合時出現肌肉痙攣」的情況，不論當事人背後是否具有性目的。相關例子有使用窺器和衛生棉條時出現陰道痙攣。
它的根本肇因在於當事人在接合時對預期的痛楚產生恐懼。風險因子有性侵犯史、患上子宮內膜異位症或陰道炎、過往進行過會陰切開術。醫師會按照症狀和體檢結果進行診斷。在確診前需確定當事人的解剖結構和生理功能沒有異常，並希望以作為女性的身份進行有關行為。
患者可能需接受像漸進式暴露療法和陰道擴張器治療般的行為療法。一般情况下，不建议进行手术。此外亦有研究者研究把肉毒桿菌毒素應用到治療當中。各個估計都為陰道痙攣的盛行率給出不盡相同的答案。一本教科書估計約0.5%的女性受到陰道痙攣影響。在接受治療的情況下，患者的預後一般良好。

## 症狀與體徵
在陰道跟各類物體接合時，感受到疼痛，其程度可輕可重。

## 成因

### 原发性阴道痉挛
原发性阴道痉挛多发于从未有过性经历或从未经历过无痛阴道插入的女性。一般多见于未成年人及刚超过二十岁的女性。这段时期也是西方国家的女孩初次使用卫生棉、进行插入式性行为或宫颈抹片检查的阶段。患有阴道痉挛的女性在尝试性行为之前都可能无法意识到她们的状况。患上原发性阴道痉挛的原因可能無法查出。
下列少數主要因素可能導致陰道痙攣：
- 慢性疼痛病症和傷害迴避行為[12]
- 對性刺激的情緒反應負面，比如產生明顯或含蓄的厌恶感[13]
- 過於嚴格保守的道德教育，這會使得當事人對性產生負面觀感[14]

很多原發性陰道痙攣個案的成因未明。
阴道痉挛由拉蒙特（Lamont）根据症状的严重程度进行了分类。他描述了阴道痉挛的四种程度。第一级阴道痉挛：患者产生骨盆底痉挛，可通过安抚控制疼痛；第二级阴道痉挛：主要来自骨盆的持续性痉挛，也可通过安抚控制；第三级阴道痉挛，患者会抬高臀部以拒绝检查。第四级阴道痉挛：最严重的痉挛级别，患者提臀，回避，贴紧双腿以避免检查。帕西克（Pacik）後來把拉蒙特的分類延伸到第五級。當中患者會出現像出汗、换气过度、心悸、颤抖、发抖、恶心、呕吐、失去知觉般的激烈反应，甚至想從桌子上跳下、攻撃醫師。
儘管醫學界一般認為恥骨尾骨肌在陰道痙攣當中扮演著主要角色，但帕西克在施用了鎮靜劑的患者身上再發現兩組有關肌肉——入口肌（球海綿體肌）和陰道中部肌（恥骨直腸肌）。入口肌痙攣使得受影響者經常主訴說，他們在性交時感覺「就像打在一道磚牆般」。

### 繼發性陰道痙攣
繼發性的陰道痙攣是指原來可以進行性行為的女性罹患陰道痙攣。這可能由念珠菌症或是在分娩時的創傷所引起，也可能是源於心理因素，抑或兩者皆有。繼發性陰道痙攣的治療方法與原發性陰道痙攣類似。然而，對於繼發性陰道痙攣患者來說，早先成功的性經驗可以起到快速輔助治療的作用。 更年期前後的陰道痙攣往往是由雌激素减少所引起，這會導致外阴和阴道组织干燥，引發性行為疼痛，最終有關疼痛使之患上陰道痙攣。

## 生理機轉
「陰道痙攣具體涉及到多少種肌肉」這道問題仍未明暸，不過參與其中的肌肉可能有恥骨直腸肌、提肛肌、球海綿體肌、陰道周邊肌肉、耻骨尾骨肌。

## 診斷
陰道痙攣的診斷跟其他女性性功能障礙一樣，需符合「症狀對其人構成困擾」的條件。DSM-IV-TR把陰道痙攣定義為「阴道口在嘗試性交時出現持續或持久的不隨意肌肉痙攣，對患者其人構成困擾，或影響其人際關係」。

## 治疗
一篇於2012年發表的考科藍文獻回顧發現，陰道痙攣的治療有效性證據很少是高質量的。特別是目前尚不了解漸進式暴露療法是否比起其他措施（包括不進行治療）更有效。

### 心理
根據一篇於2011年發表的研究，陰道痙攣患者有多一倍機會於童年時期被性騷擾，且她們往往對性缺乏積極的態度。缺乏性知識或是身體上的虐待與陰道痙攣沒有明顯相關性。

### 物理

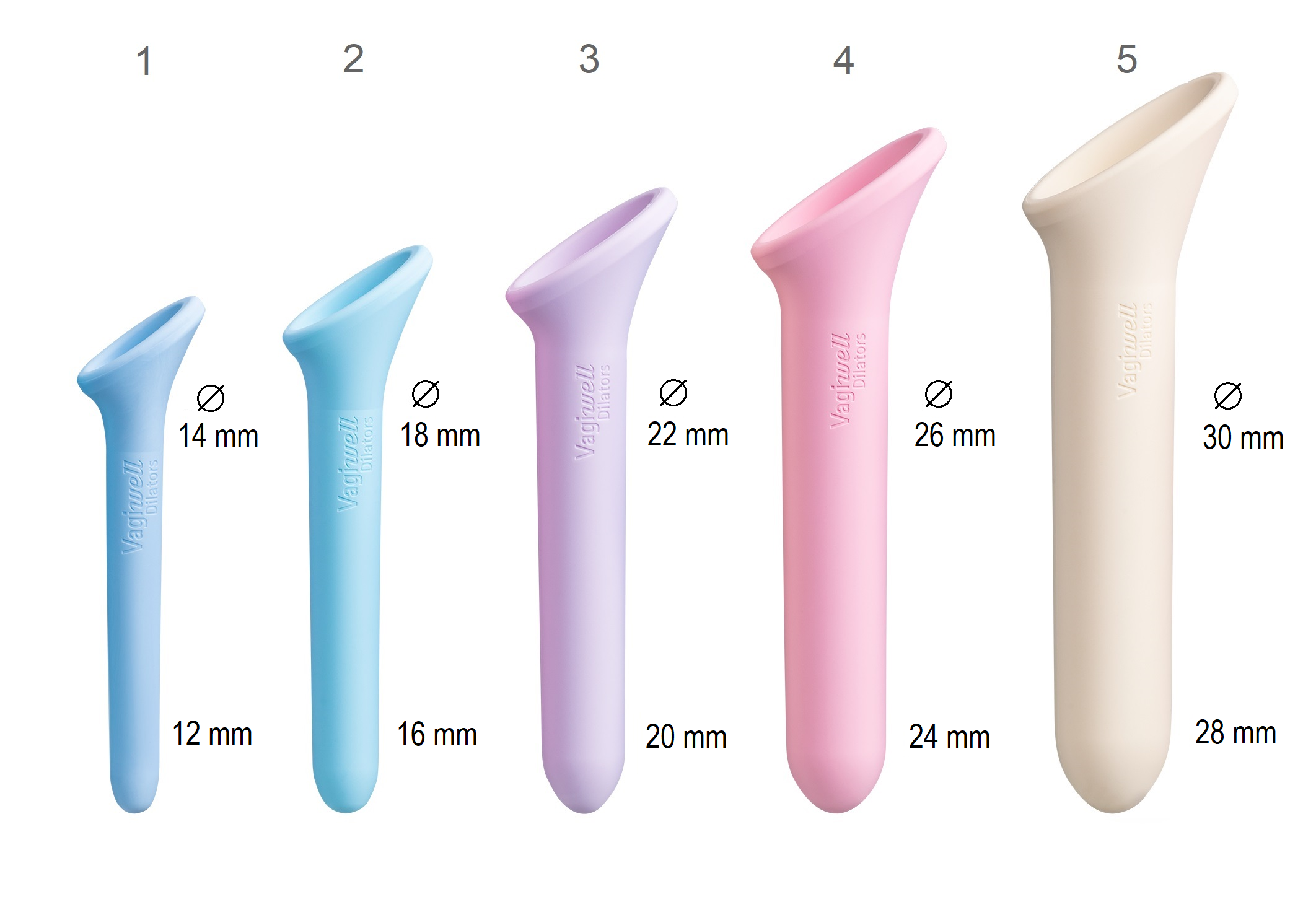
用於治療陰道痙攣的陰道擴張器

婦科醫師在面對性交疼痛患者時，一般會建議其從事反凱格爾運動和加添更多潤滑劑。儘管陰道痙攣一般不影響當事人分泌潤滑液的能力，但由於女性患者可能在擔憂或感到疼痛的情況下分泌較少的潤滑液，故加添潤滑劑依然有助於其達到性滿足。治療陰道痙攣時可能會用到陰道擴張器，陰道擴張器的大小會隨著治療進度而慢慢提升，這能使當事人習慣把陰道跟物件接合。

### 神經調節劑
由於肉毒桿菌毒素可以暫時降低骨盆肌肉的高张性，故一部分研究者在研究其能否作為一種合理的治療選項。儘管沒有隨機控制試驗證明其效用，但一部分小規模研究已證實它在10個月的跨度內擁有良好效果。此外亦有研究者在研究作用相近的利多卡因能否治療陰道痙攣。
抗焦慮劑和抗抑郁药等藥物已在配合其他心理治療的情況下，提供給陰道痙攣患者，尤其是當其感到十分焦慮時。不過它們的有效性證據仍然不足。

## 流行病學
各個估計都為陰道痙攣的盛行率給出不盡相同的答案。一本2016年的教科書估計約0.5%的女性受到陰道痙攣影響。據估計，陰道痙攣在摩洛哥和瑞典的盛行率為6%。
若以性功能障礙求診者來計，陰道痙攣個案約佔當中的12-47%。

## 延伸閱讀
- Crowley T, Richardson D, Goldmeier D. . Int J STD AIDS. 2006, 17 (1): 14–8. PMID 16409672. doi:10.1258/095646206775220586.